# Doug Zabawny (film)
Doug Zabawny (ang. Doug's 1st Movie) – amerykański film pełnometrażowy nawiązujący do kreskówki Disneya Doug Zabawny. Jego światowa premiera odbyła się 26 marca 1999 roku.

## Fabuła
Doug i jego przyjaciele odnajdują potwora, który żyje w lesie koło ich miasteczka Bluffington. Okazuje się, że potwór jest bardzo miły i zaprzyjaźnia się z Dougiem i jego przyjaciółmi. Dzieci postanawiają chronić przyjaciela przed złymi ludźmi, którzy pragną go schwytać.

## Obsada
- Tom McHugh –
  - Doug Zabawny,
  - Lincoln
- Becca Lish –
  - Judy Zabawna,
  - Pani Zabawna,
  - Connie
- Fred Newman –
  - Skeeter Valentine,
  - Pan Dink,
  - Porkchop
- Chris Phillips –
  - Roger Klotz,
  - Boomer,
  - Larry,
  - Pan Chiminy
- Alice Playten –
  - Beebe Bluff,
  - Elmo
- Doug Preis –
  - Pan Zabawny,
  - Pan Bluff,
  - Willie,
  - Chalky,
  - Bluff Agent
- Constance Shulman – Patti Mayonnaise
- Frank Welker – Herman Melville